# (7727) Чепурова
(7727) Чепурова (лат. Chepurova) — типичный астероид главного пояса, открыт 8 марта 1975 года советским астрономом Николаем Черных в Крымской астрофизической обсерватории и 2 сентября 2001 года назван в честь советского и российского астронома Валентины Чепуровой.

## Обнаружение и именование
(7727) Чепурова
Открыт 8 марта 1975 года в Крымской астрофизической обсерватории Н. С. Черных.
Валентина Михайловна Чепурова — специалист по небесной механике из Астрономического института имени Штернберга в Москве. Известна своими исследованиями динамики малых тел Солнечной системы аналитическими и качественными методами. Будучи заведующей кафедрой небесной механики, также активно участвует в обучении студентов.
Оригинальный текст (англ.)7727 Chepurova
Discovered 1975 Mar. 8 by N. S. Chernykh at the Crimean Astrophysical Observatory.
Valentina Mikhajlovna Chepurova, a celestial mechanician at the Sternberg Astronomical Institute in Moscow, is known for her research on the dynamics of the small bodies of the solar system by analytical and qualitative methods. As chair of celestial mechanics, she is also much involved with the education of students.
Источники: 20010902/MPCPages.arc; M.P.C. 43381.

## Орбита

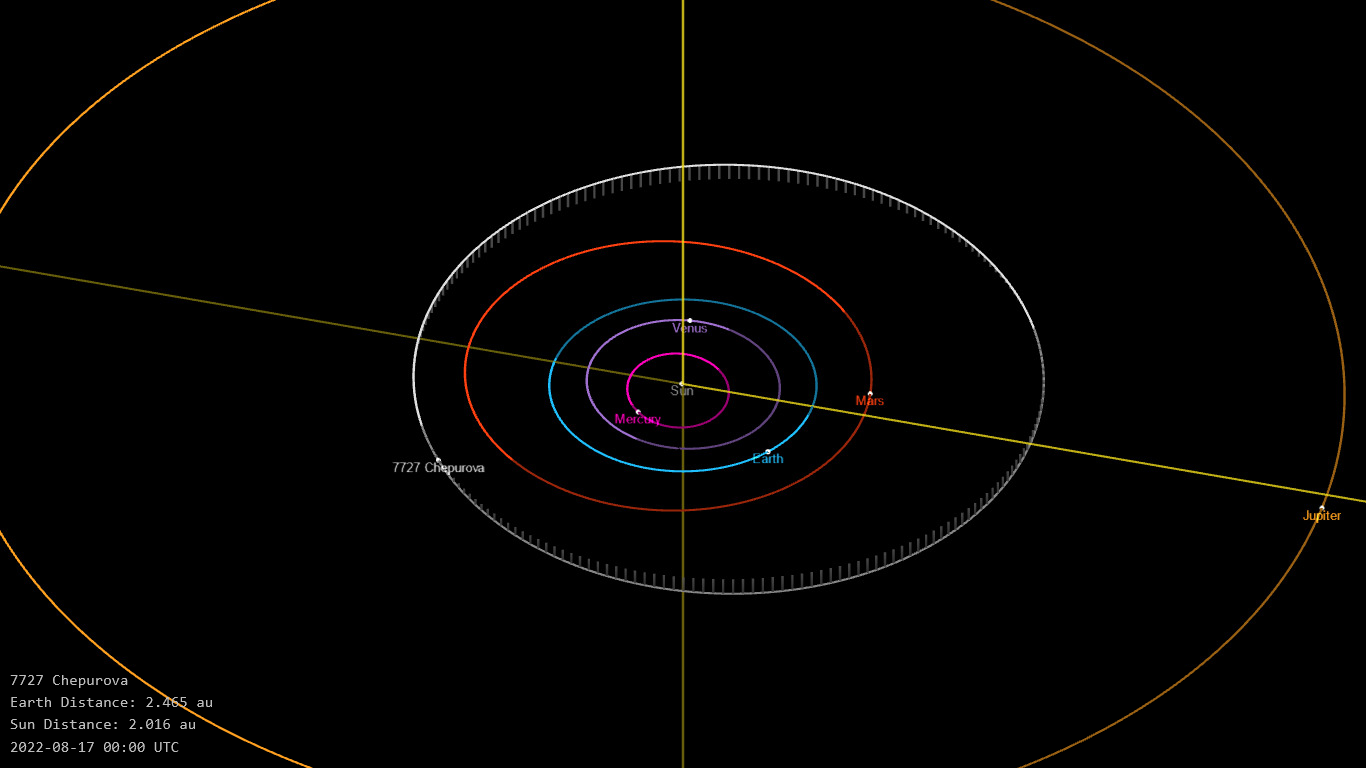
Орбита астероида Чепурова и его положение в Солнечной системе

## Физические характеристики
Астероид относится к таксономическому классу S.
По результатам наблюдений в инфракрасном диапазоне спутника Akari и наблюдений в видимом и ближнем инфракрасном диапазоне космического телескопа NEOWISE диаметр астероида сначала оценивался равным 11,17±0,77 км, позже — 13,11±3,70 км, 11,10±2,13 км, 13,076±3,079 км, 12,643±4,388 км, 11,38±3,25 км и 11,46±3,14 км, 8,46±2,25 км. Согласно тем же источникам альбедо оценивается как 0,060±0,009, 0,03±0,02, 0,03±0,01, 0,037±0,013, 0,0333±0,0311, 0,041±0,053 и 0,042±0,026, 0,082±0,049.